# Роберто Черо
Роберто Еухенио  Черо (шп. Roberto Eugenio Cherro; Баракас, 23. фебруар 1907 — Килмес, 11. октобар 1965) био је аргентински фудбалски нападач. Већину каријере одиграо је са Бока Јуниорсом, постигао је 221 гол у 305 утакмица за клуб (у свим званичним такмичењима), чинећи га најбољим играчем Бока Јуниорса док његов рекорд није надмашио Мартин Палермо 2010. године.
Черо је с Боком освојио пет лигашких титула, у пет наврата био је најбољи стрелац клуба, а најбољи стрелац аргентинске прве лиге је био три пута током аматерске ере аргентинског фудбала (1926, 1928 и 1930).

## Репрезентација
Черо је освојио Копа Америка 1929. године са фудбалском репрезентацијом Аргентине.
Дана 5. фебруара 1933. године, Черо је постигао сва четири гола у победи од 4-1 против Уругваја.

## Награде и трофеји
ФК Бока Јуниорс
- Прва лига Аргентине : 1926, 1930, 1931, 1934, 1935

Остали трофеји
- Копа Естимуло: 1926